# Emmanuel Noterman

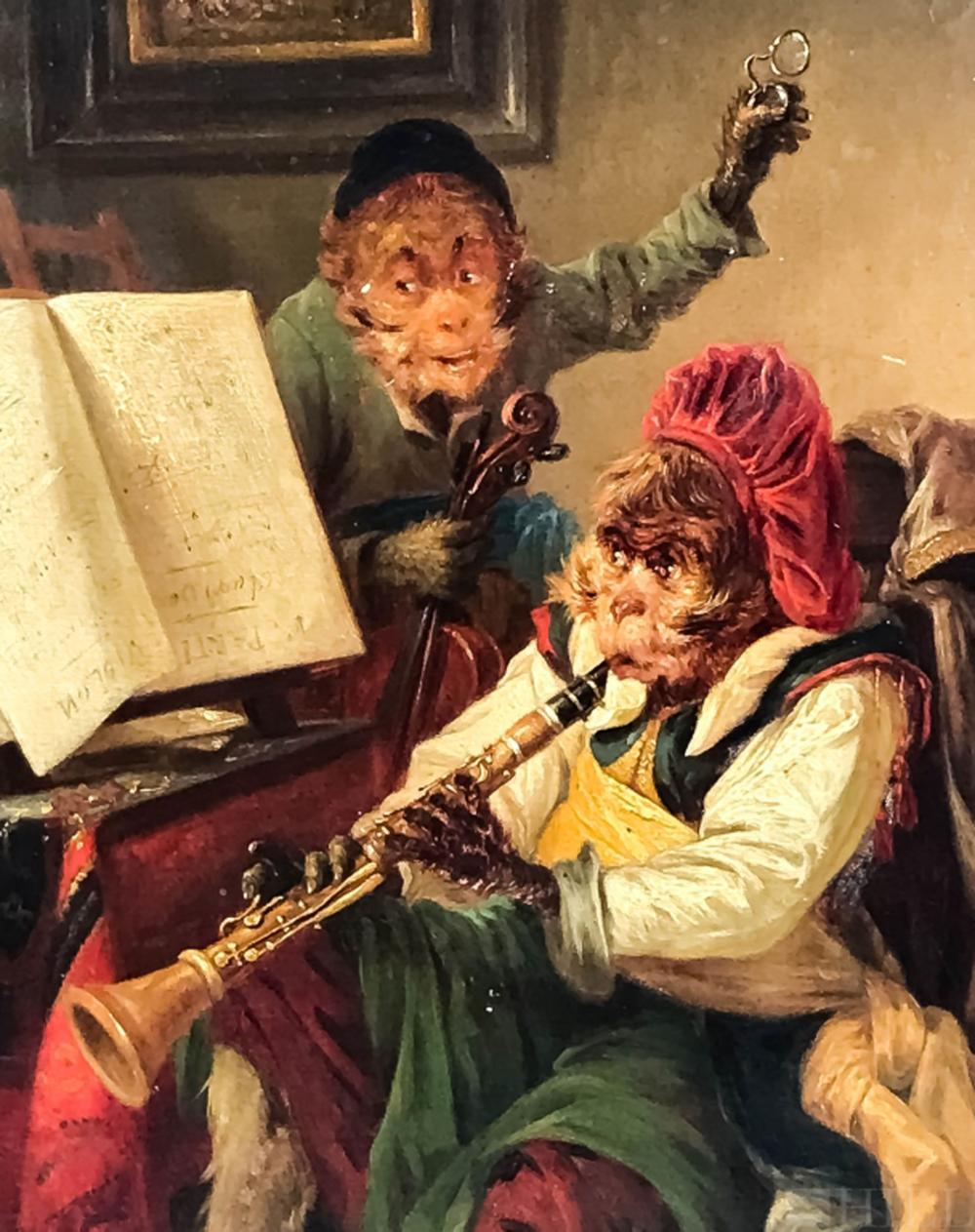
Affen spielen Musik

Emmanuel Noterman (* April 1808 in Oudenaarde; † 14. Mai 1863 in Antwerpen) war ein belgischer Tiermaler und Kupferstecher. Auch sein jüngerer Bruder Zacharie Noterman (1820–1890) wurde Tiermaler.
Emmanuel Noterman wurde als Sohn eines Malers und Dekorateurs geboren. Er wurde zuerst im Handwerk der Vergoldung ausgebildet. Der junge Emmanuel erhielt den ersten Malunterricht von seinem Großvater mütterlicherseits, Bernard Durieux, Anwalt und Amateurmaler. Noterman setzte sein Kunststudium an der Koninklijke Academie voor Schone Kunsten Gent bei Jan Baptist Lodewyck Maes fort.
Er widmete sich zunächst der Porträtmalerei in Grammont, dann in Brüssel und schließlich ab 1835 in Antwerpen, wo er sich der Malerei von Genreszenen zuwandte. Er wurde bekannt insbesondere für seine humorvollen Szenen mit Affen, die sich an menschlichen Aktivitäten beteiligen („Singerie“), sowie für seine Gemälde von Hunden.
Noterman malte manchmal Tiere in den Landschaftsbildern des Antwerpener Malers François Lamorinière.
1846 leitete Noterman eine Schülerwerkstatt an der Akademie von Antwerpen, ohne regulärer Lehrer zu sein. Zu seinen Schülern gehörten u. a. François Lamorinière, Ernest Slingeneyer und Jan Stobbaerts sowie sein jüngerer Bruder Zacharie Noterman.
Wie viele Antwerpener Künstler wurde Noterman Mitglied der Freimaurerloge „La Persévérance“.